# Hitchcock Estate
La Hitchcock Estate a Millbrook, nello stato di New York, è un complesso costituito da una dimora storica e da un parco circostante, associato a Timothy Leary e al movimento psichedelico. In questo contesto, spesso ci si riferisce a essa solamente con Millbrook; talvolta viene anche chiamata con il suo nome originale, Daheim.
Il complesso da 2.300 acri (9,3 km2) (o 2.500 acri secondo altre fonti) venne acquistato in più fasi, a partire dal 1889, riunendo le proprietà di cinque fattorie, da parte di Charles F. Dieterich (1836-1927), magnate tedesco dell'acetilene e fondatore della Union Carbide. Nel 1912 Addison Mizner progettò il palazzo di quattro piani con 38 camere da letto che Dieterich chiamò "Daheim" ("Casa", in tedesco). Caratterizzato da torrette, verande e giardini, la dimora tardo vittoriana è stata descritta architettonicamente come appartenente allo stile Regina Anna o al barocco bavarese. La tenuta comprendeva anche una grande portineria, maneggi e altri annessi.
La proprietà passò dagli eredi di Dieterich al petroliere Walter C. Teagle e successivamente alla famiglia Hitchcock. I fratelli William Mellon "Billy" Hitchcock, Tommy Hitchcock III e Margaret Mellon "Peggy" Hitchcock, eredi del patrimonio dei Mellon (figli di Tommy Hitchcock Jr., nipoti del petroliere William Larimer Mellon Sr. e pronitoti fondatore della dinastia dei Mellon, Thomas Mellon), che conoscevano sia il lavoro di Timothy Leary che Leary personalmente, gli concessero l'utilizzo della proprietà nel 1963. Peggy Hitchcock era direttrice della sede di New York della International Federation for Internal Freedom (IFIF) di Timothy Leary e Richard Alpert mentre suo fratello Billy affittò la proprietà alla IFIF (successivamente rinominata in Castalia Foundation).
Leary e il gruppo che riunì attorno a sé vissero nella tenuta e svolsero ricerche nel campo degli psichedelici. La Castalia Foundation ha anche ospitato dei ritiri nei fine settimana dove gli ospiti pagavano per sottoporsi a un'esperienza psichedelica senza l'utilizzo di stupefacenti ma attraverso sessioni di meditazione, yoga e terapia di gruppo. Leary, Alpert e Ralph Metzner scrissero nel 1964 il libro The Psychedelic Experience mentre vivevano nella tenuta. Tra le persone che vi alloggiavano c'erano Richard Albert e Manyard Ferguson, mentre i numerosi ospiti e visitatori includevano R. D. Laing, Alan Watts, Allen Ginsberg, Charles Mingus, Helen Merrill e accademici della Ivy League. Ken Kesey e Merry Pranksters visitarono la tenuta con il loro bus "Further" ma non riuscirono a incontrare Leary. Nina Graboi ha descritto Millbrook come "un incrocio tra un country club, un manicomio, un istituto di ricerca, un monastero e un set cinematografico di Fellini, Quando entravi eri accolto da un cartello che ti chiedeva di 'controllare gentilmente alla porta il tuo ego stimato'".
Durante la permanenza di Leary nella tenuta (dal 1963 al 1968), la cultura e l'ambiente evolsero dalla ricerca scientifica sulla psichedelia verso un'atmosfera più festaiola, esacerbata da un flusso crescente di visitatori, alcuni giovani e di tendenza hippy. La tenuta è stata oggetto di retate antidroga. Leary e il suo gruppo vennero sfrattati nel 1968 e Leary si trasferì in California.
La tenuta venne in seguito abbandonata e cadde in rovina, con danni strutturali. Tuttavia, dopo circa due decenni di lavori, a partire dal 2016 è nuovamente abitabile anche se non modernizzata. È ancora di proprietà della famiglia Hitchcock.
Nel 2003 gli scienziati dell'Hudsonia Institute hanno scoperto un lago palustre a pH quasi neutro (un corpo idrico calcareo alimentato da sorgenti che di solito supporta la vegetazione sia di pantani acidi che di paludi calcaree), raro nella zona e degno di conservazione.